# Siegfried Handloser

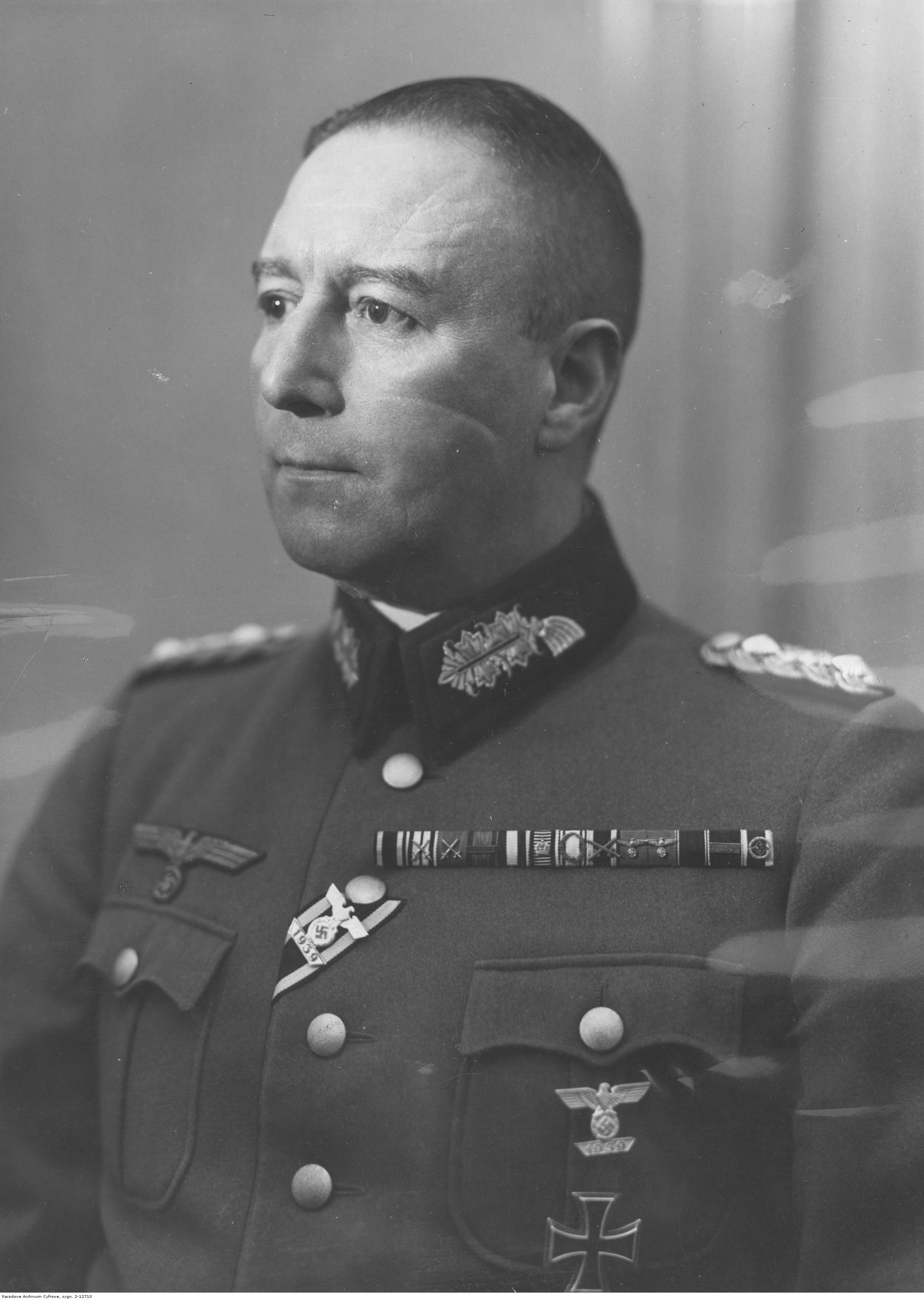
Generaloberstabsarzt Siegfried Handloser (August 1942).

Siegfried Handloser (* 25. März 1885 in Konstanz; † 3. Juli 1954 in München) war Chef des Wehrmachtsanitätswesens im Rang eines Generaloberstabsarztes. Im Nürnberger Ärzteprozess wurde er wegen Kriegsverbrechen und Verbrechen gegen die Menschlichkeit verurteilt.

## Leben
Handloser wurde als Sohn des Musikdirektors Konstantin und dessen Ehefrau Anna Maria geboren. Er begann 1903 an der Kaiser Wilhelms-Akademie für das militärärztliche Bildungswesen Medizin zu studieren und wurde im Pépinière-Corps Franconia Berlin aktiv. Nachdem er 1910 das medizinische Staatsexamen abgelegt hatte, wurde er 1911 zum Dr. med. promoviert.
Es folgte eine Zeit am Universitätsklinikum Gießen und an einem Lazarett. Von 1928 bis 1932 war er Referent in der Heeres-Sanitäts-Inspektion des Reichswehrministeriums, danach Korps- und Wehrkreisarzt V in Stuttgart sowie Generalstabs- und Heeresgruppenarzt 3 in Dresden (1935–1938), um danach in Wien beim Heeresgruppenkommando 3 (1938) zu wirken. Zum 1. April 1938 wurde er zum Generalstabsarzt befördert. 1939 wurde Handloser Honorarprofessor für Militärmedizin in Wien, 1943 in Berlin. Im Jahre 1941 wurde er zum Generaloberstabsarzt und Heeres-Sanitätsinspekteur ernannt.
Mit Führererlass vom 28. Juli 1942 wurde der Heeres-Sanitätsinspekteur – und damit Siegfried Handloser – im Oberkommando der Wehrmacht (OKW) „unter Beibehaltung seiner bisherigen Aufgaben“ zum Chef des Wehrmachtsanitätswesens ernannt. In dieser Funktion vertrat er „die Wehrmacht in allen gemeinsamen sanitätsdienstlichen Angelegenheiten der Wehrmachtteile, der Waffen-SS und der der Wehrmacht unterstellten oder angeschlossenen Organisationen und Verbände gegenüber den zivilen Behörden und wahrt die Belange der Wehrmacht bei den gesundheitlichen Maßnahmen der Zivilverwaltungsbehörden“. Damit wurde er Hauptverantwortlicher für das gesamte Sanitätswesen der Wehrmacht und mithin auch für alle medizinischen Verbrechen, die im Rahmen des Wehrmachtsanitätswesens besonders an Kriegsgefangenen begangen wurden.
Weiterhin war Handloser der Initiator zahlreicher Maßnahmen zur Zwangsprostitution für Frauen in den besetzten Ländern. Er plante in Berlin eine Prostitutionssteuerung auf europäischer Ebene, die zuerst im besetzten Frankreich bis ins Detail verwirklicht wurde. Im Januar 1943 wurden ihre Eckpunkte für die ganze Wehrmacht festgeschrieben. Die Untersuchung von Insa Meinen belegt diese Tätigkeit und ihre Verwirklichung durch Heinrich Löhe im Einzelnen (siehe Wehrmachtsbordell).

## Nach 1945

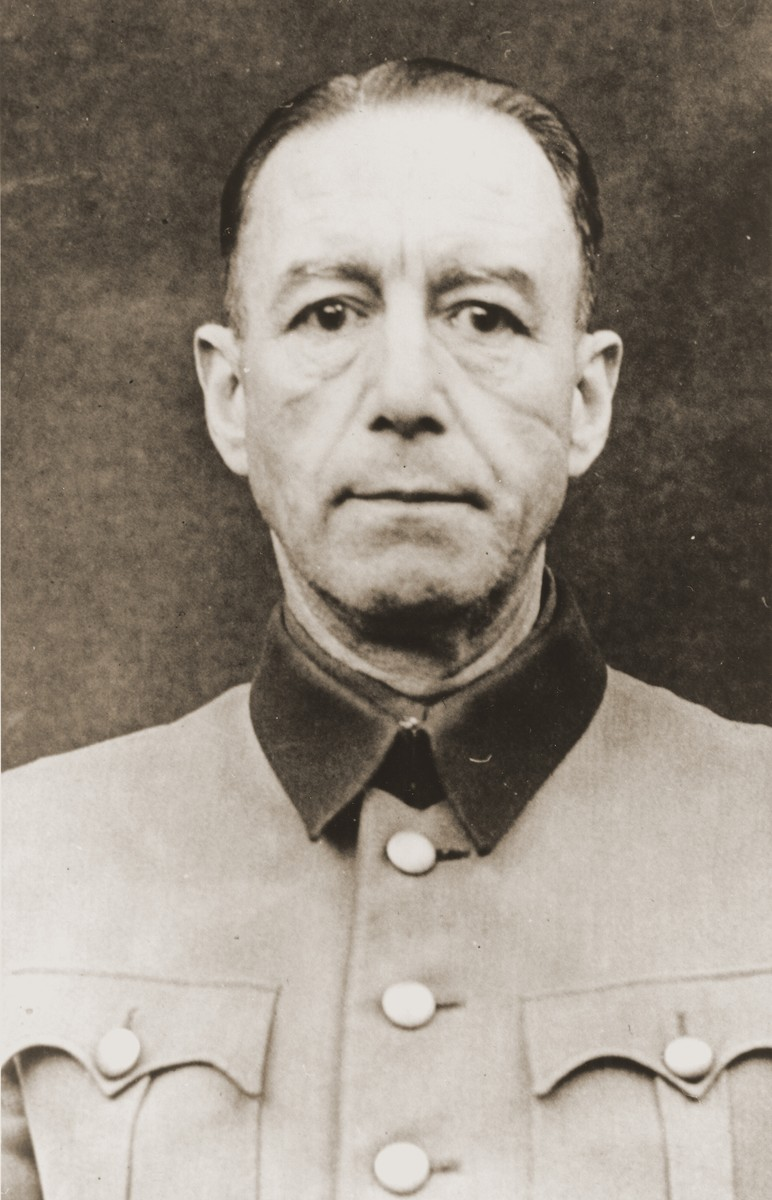
Siegfried Handloser als Angeklagter im Nürnberger Ärzteprozess (November 1946)

Nach Kriegsgefangenschaft stand er vom 9. Dezember 1946 bis zum 19. August 1947 im Nürnberger Ärzteprozess unter Anklage und wurde wegen Kriegsverbrechen und des Verbrechens gegen die Menschlichkeit schuldig gesprochen und zu lebenslänglicher Haft verurteilt.
Otto Nelte, der Verteidiger Handlosers, versuchte eine Urteilsbestätigung mit der Begründung zu verhindern, dass die im Prozess behandelten Menschenversuche (Erfrierungs-, Sulfonamidgabe- sowie Fleckfieber-Infektions-Experimente) ausschließlich in Konzentrationslagern und nicht von Angehörigen der Wehrmacht durchgeführt worden seien. Das Urteil hatte aber Bestand, weil Handloser als Chef des Wehrmachtsanitätswesens nicht nur die Chefs des Sanitätswesens von Heer, Luftwaffe und Kriegsmarine, sondern auch der Reichsarzt SS und Polizei Ernst-Robert Grawitz unterstanden und somit Handloser die Aufsicht über alle von SS-Ärzten zu verantwortenden Menschenversuche innehatte.
Nach einer Anhörung vor dem Clemency Board, wiederum mit Otto Nelte als Pflichtverteidiger, wurde das Urteil am 31. Januar 1951 durch den US-Hochkommissar John J. McCloy in 20 Jahre Haft umgewandelt. Später wurde Handloser aus Gesundheitsgründen und wegen einer notwendig gewordenen komplizierten Operation vorzeitig aus dem Kriegsverbrechergefängnis Landsberg entlassen. Handloser starb schließlich an Krebs am 3. Juli 1954 in der Universitätsklinik von München.

## Auszeichnungen
- Eisernes Kreuz (1914) II. und I. Klasse[9]
- Ehrenkreuz III. Klasse des Fürstlichen Hausordens von Hohenzollern mit Schwertern[9]
- Ritterkreuz II. Klasse des Ordens vom Zähringer Löwen mit Schwertern[9]
- Hanseatenkreuz Hamburg[9]
- Friedrich-Kreuz I. Klasse[9]
- Ritterkreuz des Franz-Joseph-Ordens mit der Kriegsdekoration[9]
- Österreichisches Ehrenzeichen für Verdienste um das Rote Kreuz II. Klasse[9]
- Kriegsverdienstkreuz (1939), Ritterkreuz mit Schwertern[10]